# Малое народное училище
Малые народные училища — начальные учебные заведения  для непривилегированных сословий с 2-годичным сроком обучения в Российской империи.
5 (16) августа 1786 г. был обнародован Устав о народных училищах для всех городов Российской империи, согласно которому в каждом губернском городе должно было быть по одному главному народному училищу, а в уездных и заштатных городах и в губернских городах, где недостаточно было одного главного училища, создавались малые народные училища.
Программа обучения малых народных училищ соответствовала программе первых двух классов главных народных училищ. В 1 классе изучалось чтение, письмо и основы христианского учения (краткий катехизис и священная история); во 2 классе — пространный катехизис, арифметика, грамматика русского языка, чистописание и рисование. В основе обучения в малых народных училищах лежало разработанное Ф.И. Янковичем де Мириево "Руководство учителям первого и второго класса народных училищ".
Обучение в малых народных училищах было бесплатным, но книги и пособия ученики приобретали за свой счет. Малоимущим ученикам учебники выдавались бесплатно. 
В каждом училище было по два учителя. Во главе училища стоял директор или смотритель. Свидетельство об окончании малых народных училищ не выдавалось. 
После школьной реформы 1804 г. малые народные училища были преобразованы в Уездные училища.